# Rear Window
Rear Window is een film uit 1954, geregisseerd en geproduceerd door Alfred Hitchcock en gebaseerd op Cornell Woolrichs korte verhaal It Had to Be Murder uit 1942. Het wordt door veel filmcritici beschouwd als een van Hitchcocks beste en spannendste films. Rear Window werd genomineerd voor vier Academy Awards, waaronder die voor Beste Regisseur en Beste Scenario. Hoofdrollen werden gespeeld door James Stewart, Grace Kelly (in een van haar laatste filmrollen), Thelma Ritter, Wendell Corey en Raymond Burr.

## Verhaal
L.B. "Jeff" Jeffries (gespeeld door James Stewart) is een professioneel fotograaf die door een gebroken been gebonden is aan een rolstoel, en zijn kleine, snikhete appartement niet kan verlaten. Regelmatig krijgt hij bezoek van zijn vriendin Lisa Fremont (Grace Kelly), een model, en zijn verpleegster Stella (Thelma Ritter), maar hij is vaak alleen. Om de verveling te voorkomen, vervalt hij in voyeurisme: hij bespioneert door zijn achterraam ("rear window") met een verrekijker en zijn fotocamera de appartementen aan de overkant van de binnenplaats. Volgens Lisa en Stella is hij verslaafd geraakt aan het bespieden van de overburen. Hij raakt zo geobsedeerd, dat hij zijn eigen vriendin bijna vergeet.
Hij geeft de meest opvallende buren namen, als "Miss Torso" (Georgine Darcy), een professionele danseres die veel aandacht krijgt van mannen, en "Miss Lonelyhearts" (Judith Evelyn), een vrouw van middelbare leeftijd die gesprekken voert met niet-bestaande mannen. Andere buren zijn de componist die soms gefrustreerd op zijn piano slaat, het pasgetrouwde koppel dat het scherm omlaag houdt zodat niemand naar binnen kan kijken en een ouder paar met een hondje. Op een gegeven moment krijgt Jeffries het vermoeden dat een van zijn buren, de handelsreiziger Lars Thorwald (Raymond Burr), zijn zeurderige, invalide vrouw heeft vermoord. Lisa gelooft hem eerst niet en denkt dat de overbuurvrouw op vakantie is, totdat ze merkt dat de vrouw haar trouwring niet heeft meegenomen. Ze wordt nieuwsgierig en besluit in te breken in het appartement van de Thorwalds.

## Rolverdeling
| Acteur         | Personage              |
| -------------- | ---------------------- |
| James Stewart  | L.B. Jeffries          |
| Grace Kelly    | Lisa Fremont           |
| Wendell Corey  | Thomas J. Doyle        |
| Thelma Ritter  | Stella                 |
| Raymond Burr   | Lars Thorwald          |
| Judith Evelyn  | "Miss Lonelyhearts"    |
| Georgine Darcy | "Miss Torso"           |
| Sara Berner    | Buurvrouw op brandtrap |
| Frank Cady     | Buurman op brandtrap   |
| Irene Winston  | Mrs. Emma Thorwald     |

Hitchcock maakt zijn cameo als de film een half uur bezig is, in het appartement van de componist, waar hij de klok opwindt.

## Casting
Grace Kelly verkoos deze rol boven deze van Edie Doyle in On the Waterfront, die daarna door Eva Marie Saint werd vertolkt. Ross Bagdasarian, die de componist speelt, was in werkelijkheid ook liedjesschrijver. De toen 17-jarige ballerina Georgine Darcy vertolkte de rol van Miss Torso en kreeg hiervoor maar 350 dollar betaald.

## Productie
Hitchcock hielp scenarist John Michael Hayes met de bewerking van het kortverhaal tot een scenario. Ze voegden de vrouwelijke personages van Lisa Fremont en Stella toe. Ze lieten zich hierbij inspireren door twee moordzaken: de zaak Crippen en de zaak Mohan. In die laatste zaak verborg de dader het hoofd van zijn slachtoffer in een bloemperk. De relatie tussen Jeffries en Fremont was gebaseerd op de relatie tussen fotograaf Robert Capa en actrice Ingrid Bergman. Hitchcock was gefascineerd door de manier waarop het toenmalige koppel met elkaar omging tijdens het draaien van de film Notorious uit 1946. Hitchcock modelleerde de moordenaar naar producer David O. Selznick, aan wie hij een hekel had. Raymond Burr kreeg een gelijkaardig kapsel en bril en zijn personage kreeg enkele tics die kenmerkend waren voor Selznick.
Hitchcock liet voor deze film een New Yorks appartementencomplex met binnenplaats nabouwen bij Paramount Studios, destijds de grootste daar gebouwde overdekte set met een destijds erg hoge kostprijs van 72.000 dollar. Er werd ook een speciaal lichtsysteem ontworpen om natuurlijk daglicht na te bootsen.

## Ontvangst
Op 4 augustus 1954 kende Rear Window een zogenaamde liefdadigheidspremière in New York, waar onder andere officials van de Verenigde Naties naartoe kwamen. De opbrengst hiervan ging naar de American-Korean Foundation (een organisatie opgericht door Milton S. Eisenhower na de Koreaanse oorlog). Bosley Crowther van de New York Times was een van de critici die bij deze première aanwezig was. Hij gaf de film een zeer lovende recensie.
In latere jaren bleef de film goede kritieken krijgen. Op Rotten Tomatoes scoort de film 100% aan goede beoordelingen. Time noemde de film “de beste film van Hitchcock sinds The 39 Steps.

### Prijzen en nominaties
Rear Window werd genomineerd voor vier Oscars, maar won er geen een.
- Beste Regie - Alfred Hitchcock
- Beste Scenario - John Michael Hayes
- Beste Cinematografie, kleur - Robert Burks
- Beste Geluid - Loren L. Ryder

## Analyse
Bijna de gehele film speelt zich af in Jeffs appartement en de meeste point-of-view-shots zijn vanuit zijn gezichtspunt. Alles wat we van buitenaf zien, zien we door het achterraam. We nemen dus gedurende het grootste deel van de film enkel waar wat Jeff waarneemt. Naarmate de film vordert, raakt de kijker minder verbonden met Jeffs gezichtspunt, en zijn er ook enkele shots te zien die niet vanuit het appartement kunnen worden gezien. Aan het einde van de film worden de rollen omgedraaid en wordt Jeff bekeken door Thorwald.
Sommige analyses van de film trekken een relatie tussen Jeff, die gebonden aan zijn kamer door het achterraam kijkt, en de filmkijker, die gebonden aan de bioscoop naar het scherm kijkt. Jeff representeert dus het publiek. Net als hij maakt het publiek grote verhalen van de kleine verhaallijntjes die hij ziet op het scherm, in dit geval een thrillerverhaal. Wat hij ziet, is volgens sommige analyses een ontsnapping uit zijn dagelijkse leven. Uiteindelijk keert het kijken zich tegen hem, als Thorwald, de bekekene, zich tegen hem keert. Uiteindelijk wordt Jeff de bekekene, wanneer Thorwald hem uit zijn raam gooit en de camera hem toont vanuit Thorwalds gezichtspunt.
Een Lacaniaanse, feministische analyse stelt dat mannen plezier ontlenen aan voyeurisme. Het kijken wordt daarbij in relatie gebracht met de man en het bekekene met de vrouw, die een erotisch object is voor de filmpersonages en voor het publiek. Lisa krijgt van Jeff nauwelijks aandacht als ze aan zijn zijde, de "mannelijke" zijde van de kijkers, staat, maar verandert in een object van aandacht voor Jeff wanneer ze aan de andere zijde staat, in het appartement van Thorwald.
Volgens andere analyses is datgene wat hij ziet een uiting van zijn bindingsangst, waarbij al zijn buren de rampscenario's van relaties vertegenwoordigen: de alleen achtergebleven en gefrustreerde Miss Lonelyhearts en de componist, het perfecte pasgetrouwde stelletje, waarin al snel scheurtjes in de harmonie verschijnen, het oudere stel met het hondje, dat in een sleur is geraakt en daar tevreden mee lijken te zijn, en ten slotte Thorwald met zijn invalide vrouw.
Alle geluid in de film, zelfs de muziek, is diëgetisch, komt voort uit de door de film gecreëerde wereld. Elisabeth Weiss analyseert in haar boek The Silent Scream uit 1982 verscheidene soundtracks van Hitchcockfilms, waaronder Rear Window. Volgens haar werkt de muziek in deze film vooral ironisch. Zo speelt de componist het nummer Waiting for my true love to appear wanneer Lisa het appartement binnengaat, om aan te geven dat zij de ware liefde is voor Jeff. Ook is tijdens het nummer Miss Lonelyhearts te zien, die tevergeefs op haar ware liefde wacht. De componist is gedurende de hele film bezig een nummer te componeren, dat in de aftiteling Lisa's Theme genoemd wordt. Dit nummer is voor het eerst in zijn geheel te horen als Lisa inbreekt in het appartement van Thorwald. Voor deze scène is het nummer al wel te horen, maar het is dan nog niet voltooid.

## Nalatenschap
Van de film zijn meerdere remakes gemaakt. In 1955, een jaar nadat de originele film uitkwam, kwam er een kantonese filmversie uit, Hou chuang. In 1998 verscheen een gelijknamige remake als televisiefilm, met Christopher Reeve en Daryl Hannah in de rollen van Stewart en Kelly. Ook was de film een inspiratie voor onder andere Sisters en Body Double van Brian De Palma en The Conversation van Francis Ford Coppola. In 2007 verscheen de film Disturbia waarvan de regisseur, D.J. Caruso, openlijk verklaard heeft geïnspireerd te zijn door Rear Window. In Disturbia is de hoofdpersoon aan huis gebonden door huisarrest met een enkelband in plaats van door een gebroken been. Ook een aflevering van The Simpsons is een hommage aan de film, evenals een halloweenspecial van That '70s Show, welke overigens een mengeling is van verschillende Hitchcock-films.
Douglas Gordon, een kunstenaar die wel vaker hommages uitbrengt aan Hitchcock, belde bij wijze van experiment onschuldige mensen op, waarbij hij de zinnen zei die Jeff ook tegen Thorwald via de telefoon zei: I remember more than you know en Nothing can be hidden forever.
Rear Window werd in 1997 "cultureel significant" bevonden door de U.S. Library of Congress en opgenomen in het National Film Registry. In 1998 werd de film gerestaureerd onder leiding van James C. Katz.

### Erkenning door het American Film Institute
Rear Window komt voor op meerdere filmlijsten van het American Film Institute:
- AFI's 100 Years... 100 Movies #42
- AFI's 100 Years... 100 Thrills #14
- AFI's 100 Years... 100 Movies (tienjarig jubileum) #48
- AFI's 10 Top 10 #3 Mystery[7]